# Mr. America (film)
Mr. America è un thriller del 2013, diretto da Leonardo Ferrari Carissimi.

## Trama
1953: David è un bambino abbandonato dalla madre. All'inizio la fortuna sembra dargli una chance, quando viene adottato dai Blackwell, una normale famiglia americana che può garantire al piccolo David un'infanzia felice, ben diversa da quella che gli si prospettava in orfanotrofio.
Lascia la scuola e la casa dei genitori giovanissimo, morbosamente attratto dalla vita di strada e da una idea: fare parte della The Factory, la scuderia di artisti al servizio di Andy Warhol. La ricerca quasi patetica del suo consenso diventa un'ossessione che porta David a dei comportamenti distruttivi.

## Distribuzione
Venne distribuito nelle sale cinematografiche italiane dalla Stemo Production il 6 novembre 2013.

## Riconoscimenti
- 2013 Terra di Siena Film Festival
  - "Miglior Attore" a Marco Cocci
- 2014 Napoli Cultural Classic
  - "Miglior opera prima"